# Tour du Frioul
Le Tour du Frioul (en italien : Giro del Friuli) est une course cycliste italienne disputée dans la région Frioul-Vénétie Julienne, entre 1974 et 2011.
Créé en 1974, il n'a pas été organisé de 2005 à 2008. Il réapparaît entre 2009 et 2011 et figure au calendrier de l'UCI Europe Tour, en classe 1.1.
En 1991, le Tour du Frioul a été le cadre du championnat d´Italie sur route sacrant Gianni Bugno.

## Palmarès
| Année   | Vainqueur            | Deuxième                 | Troisième           |
| ------- | -------------------- | ------------------------ | ------------------- |
| 1974    | Luciano Borgognoni   | Luigi Castelletti        | Davide Boifava      |
| 1975    | Roberto Poggiali     | Gianbattista Baronchelli | Giovanni Battaglin  |
| 1976    | Franco Bitossi       | Enrico Paolini           | Francesco Moser     |
| 1977    | Giuseppe Saronni     | Walter Riccomi           | Angelo Tosoni       |
| 1978    | Roger De Vlaeminck   | Giuseppe Saronni         | Valerio Lualdi      |
| 1979    | Francesco Moser      | Roger De Vlaeminck       | Pierino Gavazzi     |
| 1980    | Claudio Corti        | Luciano Loro             | Geir Digerud        |
| 1981    | Wladimiro Panizza    | Marino Amadori           | Giuseppe Saronni    |
| 1982    | Guido Bontempi       | Giuseppe Saronni         | Luigi Ferreri       |
| 1983    | Francesco Moser      | Giovanni Battaglin       | Bruno Leali         |
| 1984    | Claudio Corti        | Giuseppe Passuello       | Ennio Salvador      |
| 1985    | Franco Chioccioli    | Francesco Moser          | Johan van der Velde |
| 1986    | Gianni Bugno         | Claudio Corti            | Harald Maier        |
| 1987    | Guido Bontempi       | Bruno Leali              | Roberto Pagnin      |
| 1988    | Guido Bontempi       | Davide Cassani           | Stefano Colagè      |
| 1989    | Lech Piasecki        | Maurizio Fondriest       | Roberto Gusmeroli   |
| 1990    | Leonardo Sierra      | Urs Zimmermann           | Claudio Chiappucci  |
| 1991    | Gianni Bugno         | Franco Chioccioli        | Claudio Chiappucci  |
| 1992    | Alessandro Giannelli | Marco Lietti             | Luc Roosen          |
| 1993    | Piotr Ugrumov        | Claudio Chiappucci       | Moreno Argentin     |
| 1994    | Vladimir Poulnikov   | Rolf Sørensen            | Mario Chiesa        |
| 1995    | Dimitri Konyshev     | Francesco Frattini       | Rodolfo Massi       |
| 1996    | Andrei Teteriouk     | Alexandr Shefer          | Marco Zen           |
| 1997    | Non-disputé          | Non-disputé              | Non-disputé         |
| 1998    | Francesco Arazzi     | Endrio Leoni             | Giancarlo Raimondi  |
| 1999    | Davide Rebellin      | Ivan Basso               | Danilo Di Luca      |
| 2000    | Non-disputé          | Non-disputé              | Non-disputé         |
| 2001    | Denis Lunghi         | Guido Trenti             | Ellis Rastelli      |
| 2002    | Franco Pellizotti    | Davide Rebellin          | Gilberto Simoni     |
| 2003    | Joseba Albizu        | Leonardo Scarselli       | Sergio Barbero      |
| 2004    | Michele Gobbi        | Franco Pellizotti        | Andrea Moletta      |
| 2005-08 | Non-disputé          | Non-disputé              | Non-disputé         |
| 2009    | Mirco Lorenzetto     | Grega Bole               | Manuel Belletti     |
| 2010    | Roberto Ferrari      | Jacopo Guarnieri         | Enrico Rossi        |
| 2011    | José Serpa           | Pavel Brutt              | Nicki Sørensen      |